# カフェ・コン・レイテ
カフェ・コン・レイテ（葡：Café com leite, Política do café com leite）とは、1894年のプルデンテ・デ・モライス大統領就任以後1930年のジェトゥリオ・ドルネレス・ヴァルガスによるクーデターまでの間、ブラジルを支配した寡頭支配体制を指す。
ブラジル帝国崩壊後、ブラジルの政治の実権を握ったのは大農園主グループだった。その中でも特に有力なコーヒー生産州サンパウロ州の農園主たち（パウリスタ共和党）と、次に有力な畜産・酪農州ミナスジェライス州の農園主たち（ミネイロ共和党）とが連合を組み、交互に連邦の大統領を出した。そのため、両州の特産物にちなみ、｢カフェ・コン・レイテ｣（ポルトガル語でカフェオレの意）と呼ばれる。
大農園主たちは地方分権的な体制を望んだため、この時期連邦政府は州の内政に介入せず、そのかわり全国的な案件に対しては各州の協力が得られる体制が整えられた。
この時期は経済的にはコーヒーとゴムの輸出によりブラジル経済が潤った時期で、特にコーヒー生産の好調さがサンパウロ州の発言力の強さを生み出したといえる。
上記二州の協力体制は強固なもので、モライス以降最後のワシントン・ルイス大統領に至るまでの九人の大統領のうち、二州以外の出身者はリオ・デ・ジャネイロ州出身のニロ・ペサーニャ（フルミネンセ共和党）、リオ・グランデ・ド・スル州出身のエルメス・ダ・フォンセカ（保守共和党）の二人に過ぎなかった。当然、それ以外の州の不満は相当なまでに高まっており、何度か諸州連合の統一候補が大統領選に出馬したが、すべて二州の候補によって敗れ去っていた。
しかしこの体制も、ワシントン・ルイス大統領（サンパウロ州出身）がミナスジェライス州の推す候補者を退けて同じサンパウロ州出身のジュリオ・プレステスを大統領選に立てたため崩れ去ることとなった。
また、当時は世界恐慌中でコーヒー輸出は大打撃をこうむっており、サンパウロ州の力の優越が弱まっていた。
1930年、サンパウロ州の推すプレステス候補は選挙に勝ったものの、敗れた候補者、リオ・グランデ・ド・スル州知事ジェトゥリオ・ドルネレス・ヴァルガスを推す軍と諸州連合がクーデターを起こして政権を奪取し（1930年革命）、ここにカフェ・コン・レイテ体制は終焉を迎えた。